# Lo Zoo di 105
Lo Zoo di 105 è una trasmissione radiofonica in onda dal lunedì al venerdì dalle 14:00 alle 16:00 su Radio 105; sono esistenti anche repliche la sera stessa dalle 23:00 alle 01:00 dal lunedì al giovedì, mentre la puntata del venerdì viene trasmessa di domenica.
Il programma si compone principalmente da scenette "recitate" con l'aiuto dei distorsori vocali, che permettono alla stessa persona di interpretare più personaggi e scherzi telefonici, riprendendo storici programmi come Alto gradimento e Ciao Belli.

## Storia

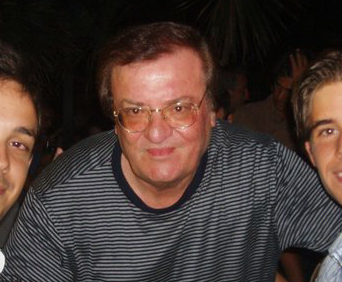
Leone Di Lernia nel 2007

### Nascita e prime evoluzioni del programma
Il programma nacque nella primavera del 1999 da un'idea di Marco Mazzoli, che a quell'epoca lavorava con Gibba (Gilberto Penza) a New York per la trasmissione 105 N.Y. Inizialmente il programma doveva chiamarsi 105 Baywatch, ma alla fine divenne definitivamente Lo Zoo di 105. All'inizio il programma (settembre 1999) era condotto esclusivamente da Mazzoli e da Gibba, poco dopo si aggiunse il mago Wender e in seguito Leone Di Lernia. La trasmissione andava in onda dalle 16 alle 18.
Nel maggio del 2000 per eccesso di volgarità vennero sospesi, ma subito riammessi in onda. La riammissione in onda comportò un cambiamento d'orario, lo Zoo cominciò a trasmettere dalle 7 alle 10 del mattino e anche in quel periodo i dati d'ascolto continuavano a migliorare. Nello stesso periodo il programma vide la sostituzione del Mago Wender con Chiara Cherubini, unica donna ad andare in diretta nella trasmissione, che iniziò nel maggio 2001 e terminò a dicembre dello stesso anno e poi nuovamente sostituita dal Mago Wender. La particolarità della trasmissione era che i conduttori dicevano e mettevano in onda tutto ciò che passava loro per la testa. Ad esempio le scenette con Jimmy, David e Woody, le registrazioni delle litigate con la direzione, le donne che, in diretta, simulavano un orgasmo e le parodie di film, programmi televisivi e pubblicità. In una edizione speciale del programma Mazzoli rivelò che la prima querela fu causata proprio per la parodia della pubblicità dell'Iveco Daily.

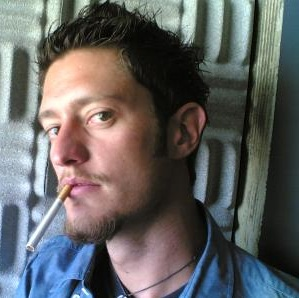
Fabio Alisei

Dal 2001 la sigla del programma e gli stacchetti sono affidati all'allora duo (poi trio) di hip hop sardo Fit Prod, che dopo aver conosciuto Gibba alla presentazione del loro album, hanno avviato la serie di stacchetti dal tono "goliardico". Nella primavera del 2002 il programma venne sospeso per qualche mese a seguito di una discussione tra Marco Mazzoli e Gibba. Gli ascoltatori, delusi da questa decisione della direzione di sospendere il programma, a furor di popolo consentirono il ritorno in diretta dello Zoo che venne collocato nella fascia oraria dalle 12 alle 14. Il mago Wender si allontanò ancora dal programma mentre Paolo Noise e Fabio Alisei si aggregarono alla diretta, Arnold prese il posto di Gibba alla regia e al programma venne temporaneamente cambiato nome da Zoo di 105 a Fu-Zoo.
Nel 2004 numerosi furono gli assestamenti nella formazione del programma oltre ai già citati abbandoni del Mago Wender (nel 2000 e nel 2002), anche Paolo Noise venne sospeso, licenziato e poi riassunto, Gibba tornò nel programma come responsabile produzione, una comparsata la fece anche Omar Fantini e un ruolo lo ebbe anche il DJ Giuseppe.
Nel periodo precedente a quella che doveva essere la definitiva chiusura vi lavoravano come disc jockey: Marco Mazzoli, Leone Di Lernia, Fabio Alisei, Paolo Noise, Gibba e Wender che fece l'ennesimo ritorno poche settimane dopo lo spostamento di DJ Giuseppe nel programma Tutto esaurito. Arnold si occupava invece della regia ma, in seguito ad un incidente con la sua moto, è stato sostituito dal dj Pippo Palmieri. Fabrizio Cerutti (detto "Petosauro") è la voce ufficiale del programma dal dicembre 2000: oltre a presentare la sigla iniziale, è il narratore di gran parte delle scenette.
Nella notte di giovedì 13 settembre 2007 sarebbe dovuta andare in onda l'ultima puntata ufficiale dello Zoo, al termine della quale, dopo una bastard inside line realizzata dai ringraziamenti degli spettatori, Mazzoli avrebbe dovuto rivelare i nomi di coloro che avrebbero deciso la fine dello stesso programma. Ma quando stava per dire il primo nome, la trasmissione è stata interrotta con un lungo bip, mentre la webcam collegata con lo studio si è bloccata su un fermo immagine. Tale presunta censura era in realtà una scena realizzata con la complicità di Mazzoli come da lui scritto nel suo blog, per mantenere vivo il mistero su questa vicenda. Anche a causa di alcune apparenti contraddizioni dello stesso Mazzoli riguardo ai motivi della chiusura dello Zoo, ai tempi non fu chiaro quale fosse il motivo e chi fossero le persone responsabili di questa chiusura.

### Il ritorno dello Zoo

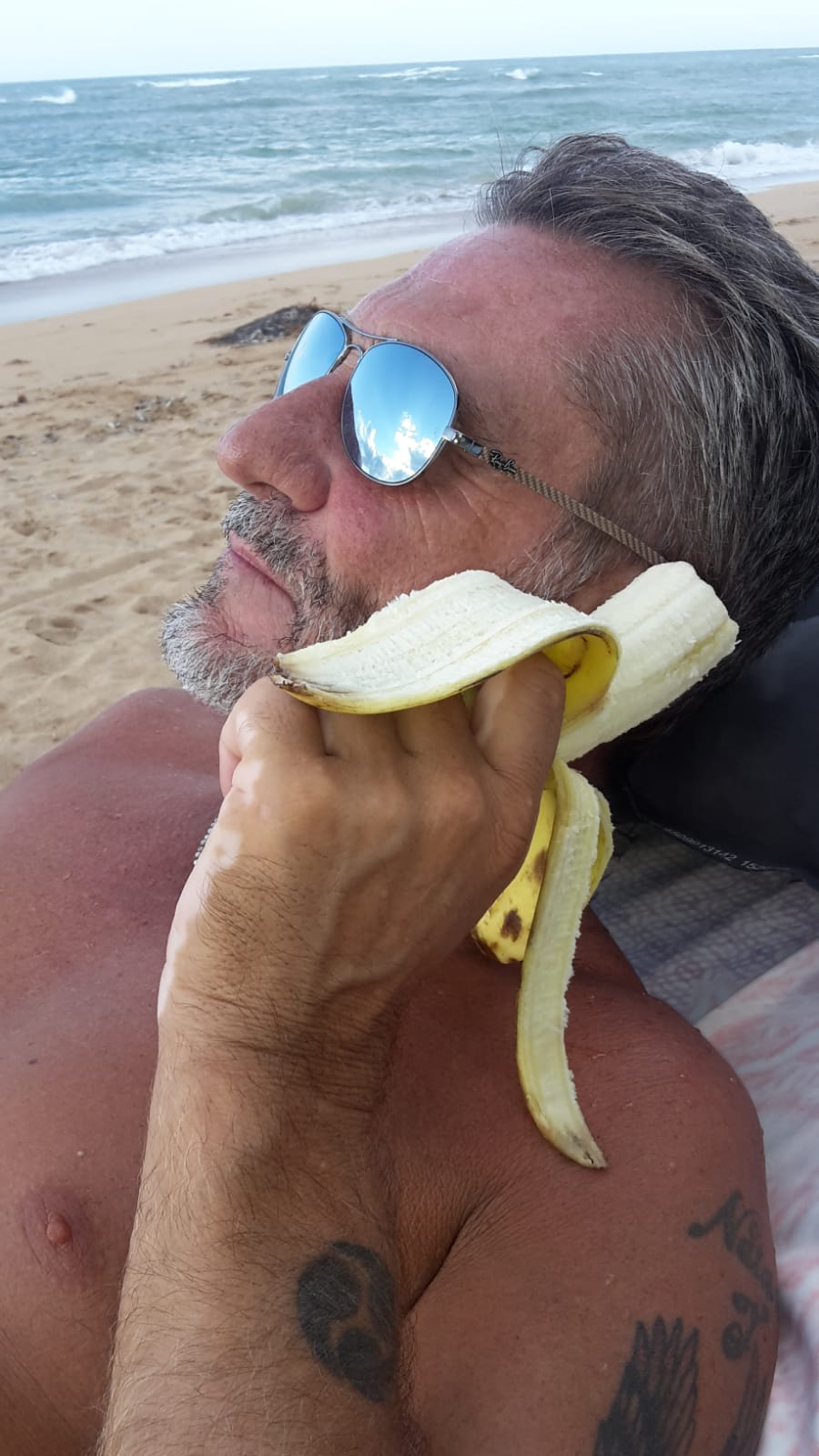
DJ Giuseppe in un momento di relax

Il 1º ottobre 2007 lo Zoo di 105 ritorna comunque in onda.
A metà novembre fu creata una finta disputa con il programma Tutto esaurito per riportare nello Zoo DJ Giuseppe, cedendo in cambio Leone Di Lernia. I due programmi si sfidarono a gara di sms per valutare le preferenze del pubblico; il 22 novembre 2007 Tutto Esaurito ricevette circa 11.000 sms contrari all'arrivo di Leone Di Lernia, mentre, lo stesso giorno, lo Zoo di 105 ne ricevette 20.000 sfavorevoli al trasferimento.
Dal mese di marzo 2008 collabora con la trasmissione anche il giornalista di Radio 105 Gennaro Romano, in arte Gerry, con Studio Chiuso, la parodia del telegiornale di Italia 1 Studio Aperto. Il 10 giugno 2008 Leone Di Lernia abbandona lo Zoo, in seguito ad un clima di contrasto che si era venuto a formare fra lui ed i vari componenti del programma. Nella trasmissione del giorno dopo, si è comunque evidenziata la volontà di ricongiungersi di tutte e 2 le parti, fra scherzi e battute.
Il 31 agosto 2008 Lo Zoo torna in diretta da Miami. Esattamente come l'anno precedente la trasmissione va in onda anche sulla ZooTv personale di Marco Mazzoli visibile sul blog dello Zoo e sul sito Mogulus. Alla fine del mese, lo Zoo torna a trasmettere dagli studi di Via Turati: l'edizione 2008 è caratterizzata dall'allontanamento definitivo di Leone Di Lernia. Tuttavia, questo non gli impedisce di essere vittima di ulteriori scherzi da parte dello Zoo: la maggior parte di essi consistono in finte telefonate di chiarimento, che in realtà vengono registrate, durante le quali Leone viene stuzzicato e spinto a parlare male dei suoi ex colleghi. Il 22 ottobre 2008 Leone Di Lernia è ricomparso al microfono (per coprire l'assenza di Paolo Noise).

### La protesta degli animalisti
Il 12 gennaio 2009, durante la prima puntata di quell'anno, i DJ iniziano a scherzare pesantemente, elencando una serie di possibili sevizie da effettuare sugli animali: l'intento, ironico e senza alcuna pretesa di verità (i DJ si sono più volte schierati apertamente contro la violenza sugli animali, oltre a esserne possessori), è stato tuttavia frainteso, scatenando le ire di Roberto Cavallo, presidente del Collettivo Animalista, il quale tenta di mettersi in contatto con la trasmissione per protestare: come lui stesso ammetterà in futuro, Cavallo segue ed apprezza Lo Zoo di 105 e quindi è ben consapevole che quelle battute non andavano prese sul serio, tuttavia voleva evitare che certe parole potessero arrivare a persone che avrebbero potuto realmente attuare tali sevizie. Non riuscendo a contattare la trasmissione, Cavallo dirama un comunicato via mail, e arrivano alla radio diverse mail di protesta.
Il 13 gennaio, alcune mail vengono lette da Rita dalla Chiesa durante la puntata di Forum e in quello stesso giorno Lo Zoo di 105 viene sospeso.
L'editrice Finelco si dissocia immediatamente da tali affermazioni. Il 14 gennaio 2009 va in onda una puntata speciale, in cui tutto lo staff si scusa per quelle affermazioni, facendo intervenire i presidenti delle varie associazioni animaliste, tra cui lo stesso Roberto Cavallo, il quale ribadisce di non aver mai pensato che tali parole potessero essere prese sul serio, ma si mostra comunque felice per il risultato ottenuto attraverso la cooperazione tra le varie associazioni.
In questa puntata i DJ si impegnano a dedicarsi periodicamente al volontariato e che, nel caso di un eventuale ritorno in onda (che ai tempi non era ancora sicuro), avrebbero trasmesso da un canile; inoltre aprono un canale su YouTube, in cui viene pubblicato un video di scuse.
Nei giorni successivi alcuni giornali pubblicano la notizia della chiusura della trasmissione, ma in diversi casi gli articoli non erano del tutto veritieri. Marco Mazzoli chiamò personalmente le testate coinvolte per chiedere delle rettifiche, ma solo in alcuni casi sono state corrette; stando alle parole del DJ (durante la puntata dal canile), i giornali che non hanno rettificato la notizia erano stati citati in giudizio.
La puntata in questione fu trasmessa dal canile di Legnano martedì 27 gennaio, a cui aveva nuovamente presenziato Roberto Cavallo, il quale ha posto personalmente la parola "fine" sulla vicenda, invitando le persone a smettere di inoltrare proteste e dissociandosi nuovamente da chi ha insultato e minacciato lo staff di Radio 105.

### Da maggio 2009 a dicembre 2010

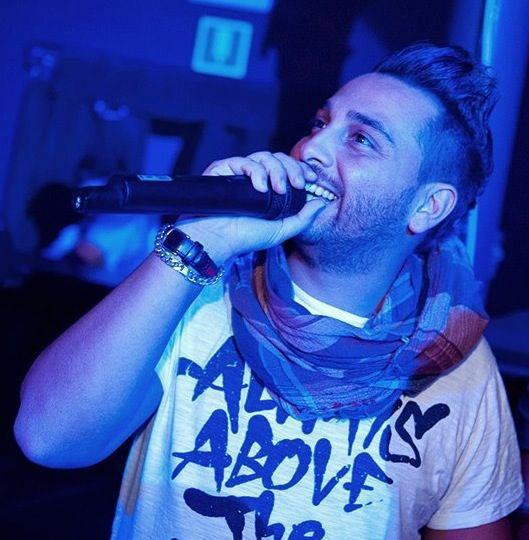
Alan Caligiuri

In seguito ad una bestemmia scappatagli accidentalmente in chiusura di puntata il 15 maggio 2009, la direzione di Radio 105 allontana temporaneamente Paolo Noise dalla conduzione. È stato riammesso il 20 maggio 2009. Dal 27 aprile 2009, sul sito di Radio 105 è disponibile una nuova webradio, interamente dedicata a Lo Zoo di 105.
Nella web radio, si susseguiranno repliche delle puntate.
Dal 2010 entra nella formazione del programma Alan Caligiuri.
Il 16 aprile 2010 i deejay hanno organizzato un flash mob di fronte a Montecitorio in forma di protesta silenziosa nei confronti dei politici, nonostante i media non abbiano riportato nessuna notizia in merito a tale evento. Il 5 luglio 2010, Paolo Noise è stato nuovamente sospeso per un presunto atto di sesso orale con la pornostar Alessia Donati avvenuto durante la diretta (anche se, come testimoniato dalle riprese realizzate dall'équipe di Comedy Central, si trattava di un gesto fittizio). Il 6 luglio i ragazzi dello Zoo di 105 hanno dunque deciso di auto-sospendersi in segno di "protesta" contro la direzione, ma il giorno successivo, la direzione stessa ha sospeso nuovamente tutti i componenti dello Zoo di 105. Il 26 luglio 2010, la trasmissione è tornata in onda dall'Aqualandia di Jesolo. Nel corso della stessa puntata però, si è verificato un errore tecnico che di fatto ha accorciato di 20 minuti la diretta.
Il 13 ottobre 2010 il programma subisce un'ulteriore sospensione; inizialmente, attraverso il blog di Marco Mazzoli (in due post successivamente rimossi dallo stesso deejay) viene indicata come causa una segnalazione per oltraggio alla pubblica decenza inviata all'AGCOM. Tuttavia, due giorni dopo, il direttore Angelo De Robertis ha dichiarato che la sospensione è stata decisa per una scelta autonoma della direzione e che sarebbe durata una settimana. Il programma è tornato regolarmente in onda lunedì 18 ottobre 2010 con una puntata atipica e pulita, priva di scenette e costituita da rubriche quali calcio, oroscopo e storie tratte dalla Bibbia. In realtà, come poi confermato sul blog di Mazzoli, la puntata era una protesta per far tornare il programma come prima e conteneva messaggi subliminali per invogliare gli stessi ascoltatori a continuare a sostenere lo Zoo di 105.

### La formazione dal 2011 al 2013

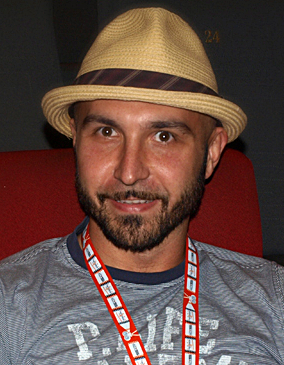
Maccio Capatonda

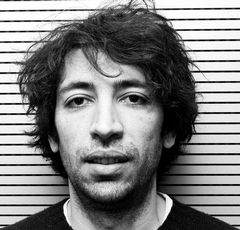
Herbert Ballerina

Il 29 dicembre 2010 sul blog di Marco Mazzoli viene annunciato che Fabio Alisei, Paolo Noise e Wender non hanno rinnovato il contratto per l'anno 2011 a Radio 105, decidendo di andare a lavorare per Radio Deejay (inizialmente solo su Deejay TV).
Il programma è dunque ripartito in diretta il 24 gennaio 2011 ma con dei nuovi componenti: Maccio Capatonda, Ivo Avido, Herbert Ballerina, Marco Dona e DJ Spyne per la parte tecnica. Rimasti nel programma il creatore Marco Mazzoli, Pippo Palmieri e Alan Caligiuri, mentre torna alla conduzione anche Gibba (Gilberto Penza). Si aggiungono inoltre nel backstage del programma dei provinanti, scelti da un casting e dagli ascoltatori in una puntata speciale.
Il 27 settembre Mazzoli annuncia, in diretta, chi ha vinto il casting, denominato "provinazoo", per entrare nella nuova formazione. La scelta cade su tre elementi: l'unica donna finalista, Chiara Francese, e la coppia formata da Joey Tassello e Mr. Orgasm.
Tra marzo e aprile lo Zoo ha contato frequenti apparizioni anche di Enrique Balbontin, che si è reso protagonista insieme a Leone Di Lernia di svariate gag a base di insulti e attacchi reciproci e continui per via della diversa provenienza dei due (infatti Balbontin è ligure mentre Leone è pugliese).
Dal 28 luglio al 3 agosto 2012, in occasione dell'annuale diretta dall'Aqualandia di Jesolo, è tornato momentaneamente in onda nel programma DJ Giuseppe.

### I cambiamenti del 2014
Il 31 luglio 2014 Paolo Noise, a causa della chiusura di Asganaway, ha dichiarato di lasciare Radio Deejay e di ritornare a Radio 105. Il 15 settembre torna alla conduzione del programma insieme a Marco Mazzoli, Alan Caligiuri, Luigi Luciano, Enrico Venti e a tutti i membri del programma, ad eccezione di Gibba, che in seguito, durante settembre 2014, ha ufficializzato sulla sua pagina Facebook che "non ci sono più le condizioni che rendano possibile il ritorno allo Zoo". Il 15 settembre 2014 è stata chiusa la pagina Facebook a causa delle numerose proteste ed insulti ricevuti da parte degli ascoltatori per via delle novità accadute, mentre, sempre per lo stesso motivo, il 19 settembre 2014 Marco Mazzoli ha dichiarato la chiusura del programma. L'avventura durata 15 anni parrebbe concludersi definitivamente con la puntata del 22 settembre 2014: con un lungo e sentito discorso, arricchito da alcuni spezzoni audio degli anni passati, Marco dà l'addio al suo pubblico, che ha sempre definito come "la sua famiglia".
Tuttavia fra un susseguirsi di registrazioni su Facebook, interventi in onda nei programmi di Radio 105 dei colleghi (fra cui Paolino e Martin che hanno presenziato nella fascia oraria occupata da Mazzoli con un programma intitolato 105 One Radio One World), attese e notizie su blog e giornali Internet che parlavano della chiusura del programma, il 26 settembre lo Zoo ritorna in onda con una puntata inedita di 4 ore dalle 14:00 alle 18:00 con Marco Mazzoli, Paolo Noise, Fabio Alisei e Wender, in una sorta di reunion con il cast storico del programma. Lo stratagemma, come raccontato dallo stesso conduttore, si trattava di un'idea realizzata assieme a Linus di Radio Deejay per chiedersi scusa fra di loro per gli errori commessi nei tre anni passati e iniziare così un nuovo periodo della loro vita in seguito alla loro dipartita dal programma, per poi confessare che la chiusura temporanea era dovuta al fatto che gli serviva tempo per riflettere e decidere cosa fare in merito agli eventi successi. Durante la puntata Mazzoli ha chiamato in diretta lo stesso Linus, chiarendo tutto ciò che era successo e ponendo definitivamente fine alla faida, anche se spesso scherzosa e mai offensiva, fra le due emittenti. Mazzoli ha inoltre presenziato come ospite speciale la sera successiva nella trasmissione di Alisei e Wender Sabato Sega, in diretta su Radio Deejay, come promesso ai due durante la puntata dello Zoo del giorno prima. Così, dal 29 settembre 2014, il programma ritorna definitivamente nella sua forma classica dalle 14:00 alle 16:00.
Dal 19 febbraio 2015 Fabio Alisei ritorna in onda insieme a tutta la squadra, mentre il 24 dicembre 2015, a fine dell'ultima puntata dell'anno prima della pausa natalizia, viene annunciato anche il ritorno di Wender in trasmissione, che ritorna in diretta nello Zoo dall'11 gennaio 2016. Da agosto 2016 Alan Caligiuri non fa più parte del programma.
Le puntate dal 28 febbraio al 3 marzo 2017, in seguito alla scomparsa di Leone Di Lernia, sono state dedicate interamente in sua memoria con canzoni e momenti esilaranti tratti dagli archivi del programma.

### L'addio di Ballerina, Avido e Capatonda e l'arrivo di Squalo
Il 21 dicembre 2017 Maccio Capatonda, Ivo Avido ed Herbert Ballerina annunciano il loro addio al programma. Contestualmente Wender torna stabilmente in studio con Paolo Noise e Fabio Alisei (e Marco Mazzoli, spesso in diretta dallo studio di Miami) durante la diretta, mentre nei due anni precedenti si era dedicato prevalentemente a regia e produzione di jingle e scenette per il programma, attività che prosegue tuttora.
Il 10 gennaio 2018 Squalo, membro del duo comico e musicale Mitch e Squalo, annuncia con un post pubblico su Instagram il suo ritiro dal morning show Tutto Esaurito dopo 10 anni in conduzione. Il conduttore Marco Galli, il giorno successivo, ha annunciato in diretta il passaggio di Squalo allo Zoo a partire dal rientro in onda previsto per lunedì 15 gennaio.Il 15 gennaio 2018 Squalo, insieme al regista e autore Paolo Uzzi, entra così ufficialmente a far parte del programma. Il 19 marzo 2018 Luca Alba, amico e collaboratore dello Zoo, oltre che protagonista di alcune scenette, lascia definitivamente il programma. Nel corso del 2018 si unisce al cast del programma Jonny Mele, DJ, tecnico del suono e videomaker che affiancherà Wender nella realizzazione di alcune scenette.
L'8 luglio 2019 viene organizzata la festa dei 20 anni dello Zoo all'Ippodromo Snai di Milano. La festa ha avuto un successo inaspettato, con più di 30.000 persone presenti per uno spettacolo di 3 ore organizzato da tutti i componenti dello Zoo, compresi gli ex-membri.

### Cambiamenti dal 2020
Da marzo a luglio 2020, a causa delle restrizioni per il COVID-19, Lo Zoo di 105 è andato in onda in versione Best, trasmettendo vecchie scenette realizzate nel corso dei vent'anni del programma.
Il 9 settembre 2020 Marco Dona annuncia attraverso un video sul suo profilo Instagram di aver lasciato la trasmissione dopo 10 anni, decisione confermata successivamente anche da Mazzoli.
Il 10 settembre Mazzoli attraverso i social, in risposta ad alcune critiche degli ascoltatori, ha sottolineato la straordinarietà del momento per via della situazione emergenziale della pandemia di COVID-19 e che dunque i cambiamenti nella formazione della trasmissione sarebbero semplicemente dettate da scelte professionali e personali, o risultato di decisioni dirigenziali di Radio 105 in risposta all'emergenza sanitaria. In occasione ha confermato l'assenza di DJ Spyne, regista del programma dal 2011 che passa a un'altra trasmissione, e l'arrivo di nuovi conduttori.
Il 14 settembre 2020 viene ufficializzato in onda il ritorno di Herbert Ballerina e l'ingresso della giornalista Letizia Puccioni, che già era stata protagonista negli anni passati insieme al collega Gerry Romano di interventi comici nel programma. Nello stesso anno si unisce alla squadra anche il doppiatore e comico Francesco Maggioni in produzione e scrittura. Tuttavia nel settembre 2022 a inizio stagione viene ufficializzata l'uscita di Herbert Ballerina dal programma e l'ingresso di Valerio Airò Rochelmeyer, stand up comedian e interprete del Giargiana nella serie web "il Milanese Imbruttito", con lo pseudonimo di Mauro Mauro. Lo stesso Airò si caratterizza sin da subito come comico che calca la mano in maniera volutamente forte su schemi comici dissacranti, fino al 18 gennaio 2023 nella quale accenna una battuta antisemitica, la quale, pur chiaramente ironica, gli costa la sospensione immediata, decisa istantaneamente dai colleghi di trasmissione in onda. Poco tempo dopo, a causa di contrasti sorti con i membri del programma in merito ai rapporti di lavoro, Airò lascia il programma.
A partire dal 18 aprile 2023 il gruppo alla conduzione subisce dei cambiamenti a causa dell'entrata di Mazzoli e Noise all'Isola dei Famosi. Alla conduzione arriva Paolino mentre alla co-conduzione si alternano Martin (conduttore insieme a Paolino di 13PM), Elisa Mazzucchelli e Wender (che torna in diretta dopo 3 anni). Dopo due mesi di assenza, a metà di giugno 2023, Marco Mazzoli rientra alla conduzione del programma da vincitore, dopo aver trionfato nel programma televisivo, che poco dopo rivelerà essere così giunto all’ultima edizione. Nel frattempo Paolo Noise era stato costretto ad abbandonare l’Isola a causa di un grave malore, rivelatosi poi, in seguito ad accertamenti effettuati in Italia, un attacco ischemico transitorio.

### Cronologia della formazione della conduzione

#### Attuale
- Marco Mazzoli (1999-oggi)
- Wender (1999-2003, 2006-2010, 2016-oggi)
- Paolo Noise (2002-2003, 2005-2010, 2014-oggi)
- Fabio Alisei (2002-2010, 2015-oggi)
- Letizia Puccioni (2020-oggi)
- Chicca (2016-oggi)
- Lucilla (2018-oggi)
- Jonny Mele (2018-oggi)
- Francesco Maggioni (in arte Fraprosdoketon) (2020-oggi)

#### Ex componenti conduzione e regia
- Gibba (Gilberto Penza) (1999-2003, 2011-2014)
- Leone Di Lernia (1999-2008, 2011-2017)
- Chiara Cherubini (2001)
- Arnold (2002-2006)
- DJ Giuseppe (2006)
- Alan Caligiuri (2010-2016)
- Maccio Capatonda (2011-2017)
- Herbert Ballerina (2011-2017, 2020-2022)
- Ivo Avido (2011-2017)
- Eleonora Popi Capostagno (2011-2017)
- Luca Alba (2014-2018)
- Il Pancio (2018)
- Paolo Uzzi (2018-2019)
- Marco Dona (2011-2020)
- DJ Spyne (2011-2020)
- Squalo (2018-2020)
- Mauro Mauro (2022 - 2023)

### Cronologia della formazione della regia
- Pippo Palmieri (2006-oggi)
- Wender (2006-2010, 2016-oggi)

## Rubriche
Il programma alterna alcuni interventi parlati, durante i quali vengono brevemente trattati alcuni temi di attualità o del mondo dello spettacolo, ad alcune rubriche comiche, di cui la maggior parte realizzata e montata al di fuori dell'orario di messa in onda.
Alcune rubriche nel corso degli anni sono diventate dei veri e propri appuntamenti fissi.

### Scherzi telefonici
Gli scherzi telefonici sono una delle costanti di tutte le puntate e di tutte le edizioni. Caratterizzati da una grande cattiveria e scorrettezza, hanno fruttato a Marco Mazzoli più di 450 querele penali, in quanto non sempre graditi dalle vittime. Alcune delle vittime (sia VIP, che persone comuni) a causa delle loro reazioni particolarmente eccentriche, sono diventati bersagli fissi di questo tipo di telefonate.
Negli scherzi telefonici tradizionali sono gli stessi deejay a parlare con le proprie vittime, spacciandosi ogni volta per personaggi curiosi e, molto spesso, dal comportamento estremamente irritante. Le loro voci possono essere camuffate elettronicamente (come quando Paolo Noise interpretava Satana) o utilizzando particolari inflessioni dialettali e linguistiche (Zanfo Zanfagni, i "Tamarri", Zlatan lo zingaro, Busnaghi, l'Asciugone Palanca, i "Puglieni", Lisimba Amico Scimpanzé). In alcuni casi sono state mandate in onda registrazioni di telefonate dove i deejay sono stati riconosciuti dalle loro vittime, che quindi hanno mandato a monte lo scherzo.
A partire dal 2005, con il ritorno di Wender nella formazione dello Zoo, hanno iniziato ad essere realizzati particolari tipi di scherzi, ideati e realizzati dal deejay piemontese. Questi scherzi prevedono l'utilizzo di samples audio al posto della voce dei deejay: in questo modo, le vittime, si trovano a dover discutere, senza rendersene conto, con personaggi di film, cartoni animati o personaggi con la voce generata da un sintetizzatore vocale elettronico (come ET o l'abbonato RAI) da cui vengono tratti i vari campionamenti. In un particolare scherzo, chiamato test di personalità, le vittime si trovavano a dialogare con la loro stessa voce, registrata da una telefonata precedente.

#### Alan in Love
A fine 2011 parte un lungo e celebre scherzo telefonico, ribattezzato in seguito Alan in Love. Alan Caligiuri, fingendosi in cerca dell'anima gemella, iniziò a chiamare numeri a caso, fino ad imbattersi in Santina, una anziana signora veronese, che rispose positivamente alle sue avance. Alan Caligiuri allora inizia a spacciarsi per tale Aldo Basso, un signore di 75 anni dello stesso paese della vittima.
Gli altri componenti dello Zoo hanno recitato ruoli ben precisi per contribuire alla crescita e susseguirsi di vicende in questo scherzo. Herbert Ballerina si spaccia per Franco Santoro, il nipote di Aldo Basso. Gibba diventa il fittizio generale Canaglia e Marco Mazzoli diventa Alfio Porticelli detto "base terra".
Lo scherzo si spinge fino a fare partecipare telefonicamente questa anziana signora a fatti del tutto inverosimili, dalla prigionia di Aldo in seguito a una sparatoria con il suo amante Mario Pizzetta fino a un viaggio nello spazio. I fatti totalmente assurdi si sono susseguiti anche con l'interazione della signora con imitazioni e registrazioni di personaggi ben noti come Obama, ET, Costanzo, Celentano, il sergente Hartman, papa Ratzinger e Dio.
La vicenda ha avuto il suo culmine in una serata organizzata dai componenti della trasmissione al Piper di Verona il 7 giugno 2012, con il finto matrimonio tra Santina e Aldo Basso, celebrato da Maccio Capatonda nelle vesti del suo personaggio Padre Maronno, con più di cento invitati. Per i due è il primo incontro dal vivo, con la protagonista Santina, soprannominata goloide (termine del tutto inventato dai dj dello Zoo atto ad indicare la totale demenza della signora) ancora completamente ignara della finzione di tutto l'evento.
Dopo l'episodio del finto matrimonio sono seguite alcune scenette intitolate "Alan in Love - The Day After", sempre nella forma dello scherzo telefonico, gli umori della signora nell'immediato susseguirsi della serata finale. La vicenda è poi continuata con nuovi episodi degli scherzi chiamati "Alan in love 2".
Il secondo incontro tra Alan Caligiuri travestito da Aldo Basso e Santina è al 64º Festival di San Remo condotto dal duo Fazio e Littizzetto. Santina e Aldo Basso interpretavano due giornalisti inviati a San Remo per una televisione. L'evento è stato filmato dalla casa di produzione di Enrico Venti, la Shortcut Productions.
Nel 2018 Alan in love cambia nome in Squalo in love e, seppur più sporadicamente rispetto agli anni passati, continua ad andare in onda.

### Bastard Inside Line
È una linea telefonica lasciata a disposizione degli ascoltatori per dire tutto quello che vogliono. Inizialmente nasce come valvola di sfogo per gli ascoltatori, che generalmente iniziano i loro messaggi con la frase "vorrei mandare aff..." oppure con "se anche tu...", ma con il tempo gli spettatori hanno iniziato ad utilizzarla gli scopi più disparati, talvolta anche lasciando messaggi più seri.

### Parodie
Nel corso degli anni i deejay de Lo Zoo di 105 hanno realizzato numerosissime parodie, ispirandosi a film, telefilm, cartoni animati, spot pubblicitari, rassegne stampa, trasmissioni televisive e radiofoniche. L'elenco è lunghissimo, considerando che alcune di queste parodie sono state realizzate solo per poche puntate. Una particolarità tipica di questi sketch, consiste nel fatto che gran parte delle cosiddette "papere" vengono mantenute nel montaggio finale, comprese le imprecazioni e le risate fuori campo dei dj coinvolti. In particolare, a Leone Di Lernia venivano appositamente affidati dialoghi che comprendevano vocaboli molto difficili (come metempsicosi dell'epiglottide) nei quali il deejay incespicava regolarmente e che lo costringevano a numerose ripetizioni della scena.

### Festival di San Jimmy
Durante il periodo del Festival di Sanremo, viene creato un festival parallelo, basato su canzoni surreali e assurde e dotato come la sua controparte reale di un sistema di votazione dei singoli e premiazione finale. Gran parte dei brani sono scritti ed eseguiti dagli stessi componenti dello Zoo o da altri membri dello staff di Radio 105, ma vengono anche trasmessi brani inviati dagli stessi ascoltatori, che in alcuni casi sono entrati nella rotazione musicale del programma.

### Altre
Nel corso degli anni, sono stati creati ex novo numerosi personaggi e scenette, spesso ispirati alla vita degli stessi deejay (Casa Di Lernia, Pino Masterflash) o semplici macchiette comiche (come Vito Scinniti, Superterrone, Superminkia). Curioso il caso di Gigi il milionario; originariamente amico di Gibba, è diventato un personaggio a tutti gli effetti attraverso una serie di telefonate (soprattutto con Marco Mazzoli) caratterizzate dal tono esageratamente sprezzante verso i "poveri" denominate "Le opinioni di Gigi il milionario". Più volte è stato ribadito che Gigi (che dopo un periodo iniziale di anonimato si è mostrato più volte con i conduttori in radio, in foto e in serate dal vivo del programma) è una persona realmente esistente e non un personaggio inventato.
Altre scenette sono realizzate traendo ispirazione da testi circolanti in internet, come i Chuck Norris facts tratti dall'omonimo sito (che dal 2011 sono stati sostituiti dai facts su Bear Grylls e su Renzo Bossi) i fatti della vita (parodia di un'omonima canzone dei Lazyboys, dove una voce femminile recita alcune stranezze che iniziano tutte con "lo sapevate che...") o le varie versioni di Noi, in cui, in chiave nostalgica, vengono elencati alcune caratteristiche tipiche dei decenni passati o che caratterizzavano alcune mode del passato.
A partire dal 20 giugno 2008, sono andate in onda quattro puntate di "Criminal Zoo", una rubrica dello Zoo in collaborazione con il criminologo Massimo Picozzi, ospite della trasmissione un paio di settimane prima. Dal 9 ottobre 2008 "Criminal Zoo" è diventata per un periodo una trasmissione con Marco Mazzoli, Fabio Alisei e Massimo Picozzi in onda alle ore 22:00 del giovedì sera.

## L'edizione televisiva
La prima puntata televisiva dello Zoo non è in realtà mai andata in onda in TV, e vedeva la conduzione di Mazzoli, Paolo e Fabio, Leone Di Lernia (marginalmente e senza parlare) e ospite Elisabetta Canalis. Di questa puntata sono stati diffusi solo alcuni spezzoni in un DVD allegato alla rivista Zoo Magazine 3.
Dal 5 marzo 2008 il programma sbarca effettivamente in televisione: delle puntate di mezz'ora circa, contenenti una sorta di riepilogo video della puntata del giorno e i fuori onda, hanno cominciato ad essere prodotte e ad andare in onda su Comedy Central (canale 117 di Sky) alle ore 23:15.
Dopo questa prima edizione ne seguirono altre quattro (con un totale di cinque stagioni) dalla seconda stagione (partita il 14 ottobre).
Debuttano anche delle scenette video. Anche in questa occasione non sono mancate le prese in giro nei confronti di Leone Di Lernia, facendo notare che durante la sigla video (un cartone animato che richiama i personaggi di South Park) la sagoma del DJ è stata sostituita da quella di un panda. La terza stagione (partita il 29 settembre 2009) è anche andata in onda in chiaro su MTV, un'ora dopo la trasmissione delle puntate su Comedy Central. La quarta stagione (partita il 5 maggio 2010) che torna ad essere esclusiva del canale Sky, vede le ultime due puntate prodotte esclusivamente per la televisione (benché registrate nello studio radiofonico) dato che in quei giorni "Lo Zoo di 105" era stato sospeso momentaneamente dalla diretta radio. La quinta stagione (partita il 15 novembre 2011) è la prima ad avere la nuova formazione del programma e il formato 16:9 (le precedenti edizioni erano in 4:3, e partire dalla terza stagione erano presenti alcune parti in 16:9 letterbox).
Il programma ha vinto uno Sky TV Award 2009 nella categoria "miglior adattamento di format originale" per la loro trasposizione su Comedy Central.
Dal 25 ottobre 2021 lo Zoo è in TV su Radio 105 TV, canale 66 del digitale terrestre. Ogni sera dalle 23 viene condensato in un'ora il meglio della puntata trasmessa durante il giorno in radio. Non viene però trasmesso in contemporanea radio-tv alle 14. È però possibile vederlo in diretta alle 14 anche in video sul sito zoo.105.net.

### Compilation ufficiali
Le compilation de "Lo Zoo di 105" sono state prodotte dai due registi del programma (prima Wender e Pippo Palmieri, poi Pippo Palmieri e DJ Spyne) e solitamente presentate in due dischi (uno mixato da ogni regista). Contenevano i pezzi del momento e alcune produzioni musicali del programma alternati a scenette create appositamente per la compilation.
- Lo Zoo di 105 Compilation (21 novembre 2008)
- Lo Zoo di 105 Compilation Vol. 2 (19 giugno 2009)
- Lo Zoo di 105 Compilation Vol. 3 (19 marzo 2010, tre dischi)
- Lo Zoo di 105 Compilation Vol. 4 (30 novembre 2010, tre dischi)
- Lo Zoo di 105 Compilation Vol. 5 (24 maggio 2011, la prima con la nuova formazione)
- Lo Zoo di 105 Compilation Vol. 6 (29 novembre 2011)
- Lo Zoo di 105 Compilation Vol. 7 (26 giugno 2012)
- Lo Zoo di 105 Compilation Vol. 8 (19 marzo 2013, tre dischi)
- Lo Zoo di 105 Compilation Vol. 9 (24 giugno 2014, tre dischi)

### Altre compilation
Il programma ha creato un cantante fittizio (interpretato da Paolo Noise) per il festival di San Jimmy di nome Anonimo. Il successo ha fatto sì che venissero realizzati due CD di Anonimo, dove ad esibirsi non è solo Noise, bensì tutti i conduttori e registi de "Lo Zoo di 105", e questi ultimi ne hanno anche in parte realizzato le basi.
- Umberto Compilation (29 giugno 2007)
- Anonimo - Ho fatto il disco (9 maggio 2008)
- Festival di San Jimmy 2009 (11 febbraio 2009, presentato anche in "Deluxe Edition")
- Panico Paura Compilation (29 giugno 2010)

### Altro
Capi di vestiario e oggetti vari personalizzati "Lo Zoo di 105" sono venduti sul sito ufficiale Zoostore.it e commercializzati anche negli Upim POP di Milano e Roma.
Il 21 settembre 2011 è uscita l'autobiografia di Marco Mazzoli, intitolata "Radiografia di un DJ che non piace", edita da Rizzoli. Il libro parla principalmente de "Lo Zoo di 105" ma anche della vita e delle esperienze del conduttore Mazzoli. Il 27 novembre 2012 è stato pubblicato il secondo libro di Marco Mazzoli, intitolato "Non mollare mai! - Sfighe e rivincite dello Zoo di 105", edito da Mondadori. Nel mese di marzo 2014 viene pubblicata l'app ufficiale del programma, disponibile per dispositivi iOS e Android.
Il 14 ottobre 2019 va in onda lo spot parodistico di una azienda inesistente, "Orologi Fumagazzi", con il claim "solo per bravi ragazzi": Il giorno stesso due ascoltatori lanciano un sito internet dedicato, depositano il marchio Fumagazzi e nel giro di poche settimane danno vita ad un e-commerce di modelli personalizzati. Il 19 ottobre 2021 all'Hotel Mandarin di Milano, la storica casa d'aste Bolaffi aggiudica un Fumagazzi CentoCambiali ad oltre 3000 euro (compresi diritti d'asta). Durante l'edizione 2023 dell'Isola dei Famosi, Paolo Noise omaggia in diretta Ilary Blasi di un modello Fumagazzi, ironizzando sulla diatriba in atto fra la showgirl e l'ex marito circa gli orologi di famiglia.

## Controversie
Negli anni il programma ha subito varie sospensioni e multe dovute a provvedimenti dell'Autorità garante delle comunicazioni, principalmente per il linguaggio volgare utilizzato e gli scherzi telefonici e le battute anche a sfondo sessuale.
Durante la puntata dell'8 ottobre 2012, i conduttori Marco Mazzoli e Gilberto Penza, affermarono che la showgirl Rossella Brescia aveva "inventato un modo nuovo per arrivare in televisione senza fare la gavetta" (con riferimento alla relazione sentimentale che la legava al regista di Buona Domenica Roberto Cenci). Questa considerazione, unita ad alcune battute a sfondo sessuale, offese la conduttrice che querelò i due per diffamazione. Il 13 gennaio 2016 Mazzoli e Penza vengono giudicati colpevoli e condannati a pagare 31.000 € di multa, di cui 15.000 da versare alla conduttrice e 16.000 allo Stato.
Il 27 ottobre 2021 l'emittente Radio 105 viene condannata a 125.000 € di multa a causa di frasi volgari e intolleranti contro donne ed omosessuali andate in onda in due puntate dello Zoo a fine 2020.
Durante la puntata in onda il 18 marzo 2022 viene pronunciata una bestemmia all'interno di una scenetta parodia della "Ruota della fortuna": nei vari passaggi dalla registrazione alla messa in onda la bestemmia in questione, pronunciata in registrazione e non dagli speakers in diretta in studio, non è stata censurata. Per questa motivazione la messa in onda della trasmissione viene sospesa nelle settimane successive senza nessuna notizia in merito alla rimessa in onda ed alle eventuali modalità di trasmissione. 
In alcune riunioni tra le parti si sono discusse delle possibili soluzioni: dal canto suo l'ideatore dello Zoo rifiuta categoricamente la registrazione perché perderebbe il contatto con il pubblico, che è una parte quasi fondamentale del programma. La controproposta di Mazzoli è un compromesso, con la differita di qualche secondo per poter "mettere una pezza" ad eventuali scivoloni e dimenticanze. 
Alle ore 20 circa del 30 marzo 2022 Marco Mazzoli, attraverso le stories di instagram, comunica che la trasmissione riprenderà la normale programmazione il 4 aprile alle ore 14.00 sempre in diretta ma questa volta con molta più attenzione da parte loro. Nelle stesse stories e nel post creato pochi minuti dopo, lo speaker ringrazia tutta la comunità dello Zoo, definendola famiglia, per il supporto e la partecipazione dimostrata nel corso di questi difficili giorni per il programma, lasciando anche intuire che probabilmente è anche grazie a loro se la punizione non è diventata una chiusura definitiva dello Zoo di 105.